# 高見明男
高見 明男（たかみ あきお、1965年5月23日 - ）は、日本の男性アニメーター、キャラクターデザイナー、イラストレーター。大阪府出身。

## 経歴・人物
高校卒業後、上京し、アニメーション制作会社の葦プロダクションへ入社。葦プロ退社後は一時期、フリーランスの身分となっていたことがある。なおXEBECには、創業から間もない頃に入社したという。
作画監督が主な仕事で、キャラクターデザインもしばしば手がける。稀に絵コンテや演出を担当することもある。近年は後輩の育成のためキャラクターデザインを行うことは少なく、作画監督もしくは作画だけに周りサポートの仕事がメインだとのこと（高見は『爆走兄弟レッツ&ゴー!!』シリーズにおいて第3シリーズのキャラクターデザインを後輩の石原満に譲り、自身は作画監督を担当した）。
菊田幸一曰く、「作画のスピードが早い」という。
2010年からは、イラストレーターとしての仕事も見られる。
2015年に『トリアージX』でキャラクターデザインだけでなく、初めて監督を担当する。（加戸誉夫との共同）
2018年にXEBEC取締役に就任するが、その後XEBECが紆余曲折の経緯を経て最終的に法人としては解散したことにより、その役職では無くなっている。
現在の去就についてはハッキリしないが、XEBECの映像制作事業が継承された会社「株式会社SUNRISE BEYOND」が製作する作品の幾つかにおいてクレジットされている事が確認されている。

## 参加作品

### テレビアニメ
1985年
- 超獣機神ダンクーガ（動画チェック）

1989年
- 機動警察パトレイバー（作画監督・原画）

1990年
- NG騎士ラムネ&40（原画）

1993年
- あしたへフリーキック（原画・動画）

1994年
- BLUE SEED（作画監督・原画）
- マクロス7（作画監督・原画）
- 剣勇伝説YAIBA（作画監督・原画）

1995年
- 恐竜冒険記ジュラトリッパー（原画）
- 愛天使伝説ウェディングピーチ（原画）
- 爆れつハンター（作画監督・原画）

1996年
- 天空のエスカフローネ（原画）
- 爆走兄弟レッツ&ゴー!!（キャラクターデザイン・作画監督）

1997年
- 爆走兄弟レッツ&ゴー!!WGP（キャラクターデザイン・作画監督）
- VIRUS -VIRUS BUSTER SERGE-（原画）

1998年
- 爆走兄弟レッツ&ゴー!!MAX（作画監督）
- 快傑蒸気探偵団 TV ANIMATION SERIES（キャラクターデザイン・絵コンテ・作画監督）

1999年
- ∀ガンダム（原画）
- カウボーイビバップ（原画）
- スージーちゃんとマービー（作画監督・原画）
- 地球防衛企業ダイ・ガード（原画・作画監督・OP原画）
- ゾイド -ZOIDS-（作画監督・原画）

2000年
- HAND MAID メイ（作画監督）
- 女神候補生（原画）
- ラブひな（原画・作画監督）

2001年
- テイルズ オブ エターニア THE ANIMATION（原画）
- ゾイド新世紀スラッシュゼロ（原画）
- シャーマンキング（キャラクターデザイン・作画監督）
- 機動天使エンジェリックレイヤー（OP原画）

2002年
- ロックマンエグゼ（作画監督・原画）
- 満月をさがして（原画）

2003年
- ロックマンエグゼAXESS（OP原画）
- 宇宙のステルヴィア（絵コンテ・作画監督・原画・TCGキャラクター原案）

2004年
- ロックマンエグゼStream（OP原画）
- 蒼穹のファフナー（原画・作画監督、制作協力）
- ディノブレイカー（作画監督）

2005年
- 蒼穹のファフナー RIGHT OF LEFT（作画監督）
- 魔法先生ネギま!（作画監督・原画・OP原画）
- エレメンタル ジェレイド（原画）
- SHUFFLE!（絵コンテ・作画監督）

2006年
- ザ・サード 〜蒼い瞳の少女〜（作画監督、第二原画）
- 武装錬金（キャラクターデザイン・総作画監督・作画監督・原画）

2007年
- Over Drive（作画監督・作画監督補佐・原画）
- 天元突破グレンラガン（原画）

2008年
- かのこん（キャラクターデザイン・総作画監督・作画監督）
- 喰霊-零-（作画監督補佐・原画）

2009年
- ルパン三世VS名探偵コナン（原画）
- PandoraHearts（総作画監督）

2010年
- れでぃ×ばと!（キャラクターデザイン・総作画監督・作画監督）
- もっとTo LOVEる -とらぶる-（原画・OP原画・総作画監督(連名)）

2011年
- そふてにっ（OP原画）
- ブレイド（原画）

2012年
- 宇宙戦艦ヤマト2199（作画監督）
- うぽって!!（キャラクターデザイン・総作画監督・絵コンテ・作画監督）

2014年
- マケン姫っ!通（キャラクターデザイン・総作画監督、ED絵コンテ・演出・原画）
- 東京ESP（作画監督）

2015年
- トリアージX（監督、キャラクターデザイン・総作画監督・原画）※監督職は加戸誉夫との共同。
- 蒼穹のファフナー EXODUS（キャラクター作画監督・原画）

2016年
- 競女!!!!!!!!（作画監督）

2017年
- カードファイト!! ヴァンガードG NEXT（作画監督）
- トミカハイパーレスキュー ドライブヘッド 機動救急警察（原画）
- BanG Dream!（作画監督）

2018年
- フューチャーカード 神バディファイト（OP作画監督・原画）
- ゆらぎ荘の幽奈さん（作画監督）

2019年
- なむあみだ仏っ!-蓮台 UTENA-（作画監督）

2021年
- キングスレイド 意志を継ぐものたち（作画監督）
- 境界戦機（キャラクター作画監督）

2023年
- 最果てのパラディン 鉄錆の山の王（原画）

2025年
- Aランクパーティを離脱した俺は、元教え子たちと迷宮深部を目指す。（作画監督）

### 劇場アニメ
1993年
- 機動警察パトレイバー 2 the Movie（原画）

1995年
- はじまりの冒険者たち レジェンド・オブ・クリスタニア（原画）

1997年
- 爆走兄弟レッツ&ゴー!! WGP 暴走ミニ四駆大追跡!（キャラクターデザイン、総作画監督）

1998年
- 機動戦艦ナデシコ -The prince of darkness-（原画）

2000年
- 劇場版 ああっ女神さまっ（原画）

2002年
- 映画 犬夜叉 鏡の中の夢幻城（原画）

2005年
- ロックマンエグゼ 光と闇の遺産（作画監督）

2008年
- 劇場版MAJOR メジャー 友情の一球（キャラクターデザイン、総作画監督）

2010年
- 蒼穹のファフナー HEAVEN AND EARTH（キャラクター作画監督）

2011年
- 劇場版ポケットモンスター ベストウイッシュ ビクティニと黒き英雄 ゼクロム・白き英雄 レシラム（作画監督）
- 劇場版 魔法先生ネギま! ANIME FINAL（原画）

### OVA
1986年
- 装鬼兵MDガイスト（原画）
- バイオレンスジャック ハーレムボンバー（原画）

1987年
- 魔境外伝レディウス（原画）
- 魔龍戦紀（原画）

1988年
- レイナ剣狼伝説（原画）
- バブルガムクライシス（原画）
- ドラゴンズヘブン（原画）

1991年
- NG騎士ラムネ&40 EX ビクビクトライアングル 愛の嵐大作戦（原画）

1992年
- ウルフガイ（作画監督）

1994年
- 無責任艦長タイラー 特別編 ひとりぼっちの戦争（原画）
- おいら宇宙の探鉱夫（原画）

1997年
- 魔法騎士レイアース（原画）

2002年
- ラブひな Again（作画監督補佐）

2004年
- せんせいのお時間 ご〜るど（原画）

2009年
- かのこん 〜真夏の大謝肉祭〜（キャラクターデザイン、作画監督）

2017年
- ボクとみさき先生（原作、監督、脚本、演出、キャラクターデザイン、作画監督）

### Webアニメ
2012年
- うぽって!!（キャラクターデザイン、総作画監督、絵コンテ、作画監督）

2019年
- ガンダムビルドダイバーズRe:RISE（キャラクター作画監督）

### ゲーム
1993年
- 機動警察パトレイバー 〜グリフォン篇（原画）

2003年
- OVER THE MONOCHROME RAINBOW featuring SHOGO HAMADA（原画）

2005年
- グローランサーIV Return（原画）

### その他
- TVCM サイレントメビウス・テイルズ（キャラクターデザイン、作画監督）
- おはガールちゅ!ちゅ!ちゅ! 3rdシングル サヨナラのかわりに2013 鉄拳パラパラコラボMV（監修）

## イラスト
- 10歳の保健体育シリーズ（竹井10日著、一迅社、一迅社文庫、2010年6月19日 -）
- 百合×薔薇シリーズ（伊藤ヒロ著、集英社、スーパーダッシュ文庫、2011年3月25日 -）
- おっぱぁい!（ポストメディア編集部編、一迅社、2011年8月29日）